# Irena Kanabus

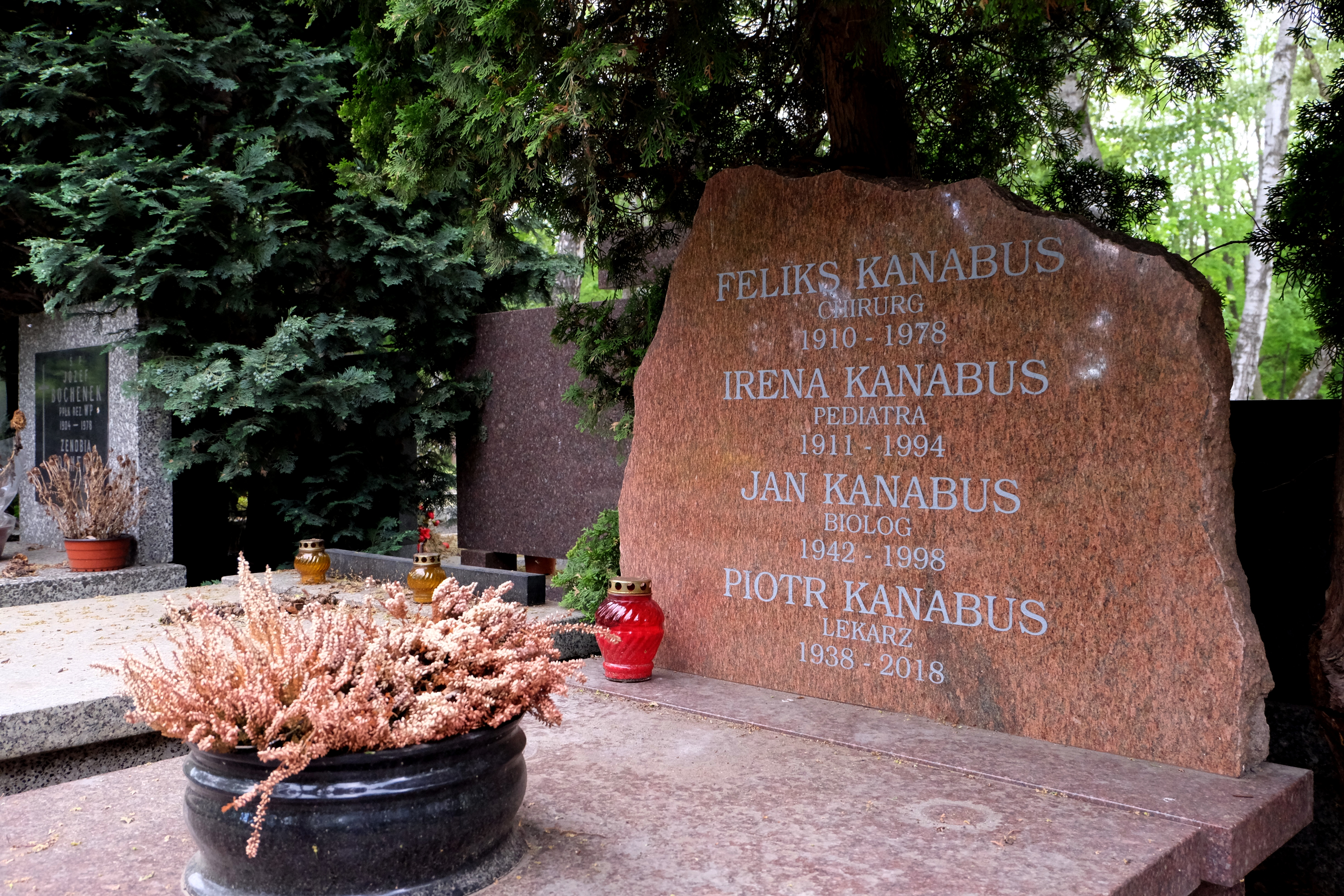
Grób Ireny i Feliksa Kanabusów na Cmentarzu Wojskowym na Powązkach w Warszawie

Irena Kanabus z domu Budzilewicz (ur. 20 października 1911 w Kijowie, zm. 15 września 1994 Warszawie) – polska lekarka, profesor nauk medycznych, Sprawiedliwa wśród Narodów Świata.

## Życiorys
Irena Budzilewicz urodziła się 20 października 1910 roku w Kijowie, była córką adwokata Włodzimierza i pediatry Heleny z Landów. W dzieciństwie zmarł jej ojciec, a matka zdecydowała się wyjechać z Ukrainy. W 1925 roku rodzina przyjechała do Warszawy. Budzilewicz ukończyła gimnazjum im. Słowackiego w Warszawie i podjęła w latach 1931−1937 studia na kierunku lekarskim na Uniwersytecie Warszawskim, podczas których poznała przyszłego męża, Feliksa Kanabusa, z którym wzięła ślub w 1936 roku. Specjalizowała się w chorobach nowotworowych krwi u dzieci.
Jeszcze w czasie studiów jej mąż publicznie występował przeciwko antysemityzmowi (getto ławkowe). Para miała też wśród przyjaciół wielu Żydów. Po rozpoczęciu okupacji niemieckiej Kanabusowie udzielali pomocy znajomym Żydom. Gdy jej mąż otrzymał prośbę o przeprowadzenie zabiegu rekonstrukcji napletka, ukrywającego obrzezanie, Irena Kanabus asystowała mężowi w wielu zabiegach. W tym celu już w czasie okupacji zdobyła wiedzę z zakresu anestezjologii.
Podczas powstania warszawskiego prowadziła szpital powstańczy przy ul. Śliskiej. Po upadku powstania opuściła miasto z ludnością cywilną. Rodzina trafiła do Bukowiny Tatrzańskiej, a następnie do Krakowa, po czym w połowie 1946 roku wróciła do Warszawy. Po wojnie pracowała w Klinice Dziecięcej przy ul. Litewskiej w Warszawie do emerytury (1981).
W latach 50. rozwiodła się z mężem, ale pozostała z nim w dobrych stosunkach. 18 października 1995 roku została pośmiertnie odznaczona medalem Sprawiedliwej wśród Narodów Świata, jej mąż otrzymała tytuł w 1965 roku.
Zmarła 15 września 1994 roku w Warszawie.